# 阿部定
阿部 定（あべ さだ、1905年〈明治38年〉5月28日 - 没年不明）は、1936年5月に愛人を殺害し、切断した性器を持ち去って大きな話題となった事件（阿部定事件）で知られる女性。

## 生涯

### 生い立ち
畳屋「相模屋」の阿部重吉・カツ夫妻の末娘として東京市神田区新銀町（現在の東京都千代田区神田司町2丁目と神田多町2丁目）に生まれる。弟子や職人が出入りする裕福な家だった。母カツの乳の出が悪かったため、1歳になるまで近所の家で育てられた。定は4歳になるまで家族とも会話ができなかった。後に癇癪持ちになり、裁判時にヒステリーと診断されているが、幼児期のこうした体験が関連があるのではとも言われている。
8人兄弟だが長女、次男、三男は幼くして亡くなり、四男は養子に出され、定が神田尋常小学校（現在の千代田小学校）に通う頃には20歳以上年が離れた長男・新太郎、17歳年上の次女・とく、6歳年上の三女・千代の4人兄弟であった。
定は母親の勧めで進学する前から三味線や常磐津を習い、相模屋のお定ちゃん（おさぁちゃん）と近所でも評判の美少女だった。職人たちからは「きれいだ」と言われていた。兄姉と年が離れていたので、両親にかわいがられ、甘やかされて育つ。
孫のように年が離れた末娘に母は稽古事の際には毎回新しい着物を着せ、大人のように髪を結わせて通わせた。また定もこれが似合う美少女であったので定を猫かわいがりしていた父母は鼻が高かった。定の見栄っ張りで少々高慢な性格はこの頃から見受けられるようになる。父母は日常の学校生活よりも歌や踊りや三味線の稽古を優先して育て、尋常小学校の教師からも注意を受けている。

### 少女期
高等小学校に進学するも、15歳の時に自主退学している。「当時は親分肌の性格だった」と隣人が証言している。15歳（数えのため満14歳）の頃、近所の家に遊びに来ていた慶應大生とふざけているうちに強姦されてしまった。初潮もまだで生理を知らなかった定は2日も止まらない出血が恐ろしくなり相談、母がその学生と話をしようと自宅まで行くが、本人とは会えず、泣き寝入りする形になる。定は16歳の終わり頃に初潮をむかえた。
定はその後近所で評判の不良少女になっていくが、本人の弁によれば「もう自分は処女でないと思うと、このようなことを隠してお嫁に行くのはいやだし、これを話してお嫁に行くにはなおいやだし、もうお嫁にいけないのだ、どうしようかしらと思いつめ、ヤケクソになってしまいました」。母は定をなだめようと優しい言葉をかけたり、物を買い与えたが、逆にそれが癪に障った。
丁度その頃、阿部家は長男と次女の男女問題や家業継承問題でもめており、母は家庭内の揉め事を年頃の定に見せないように小遣いを渡して外に出すようになり、やがて定は現代の金額に換算すると10万円から60万円もの大金を家から持ち出して、浅草界隈を仲間を引き連れて遊びまわる不良娘となっていた。父は時折厳しく定を叱り付け、家から閉め出したり折檻をしている。後に浅草の女極道「小桜のお蝶」とも張り合うようになり地元神田にまで定の名は轟く。
この頃の定の暮らしは、昼近くに目を覚まし朝昼兼用の食事を女中に運ばせ、風呂を済ますと外出し、10人以上の不良少年に取り巻かれ、凌雲閣で映画を見て、映画が終わると居酒屋へ繰り出し、夜遅く帰宅する。他の男性と交際していたが、不良仲間とは肉体関係は持っていなかった。このような生活は1年ほど続いたが、定が16歳の時に、三女・千代の縁談が決まると、体面を保つのと家を追い出される形で女中奉公に出たが、屋敷の娘の着物や指輪を盗んだため警察の世話になり、1か月後に家に送り返された。父・重吉は非常に怒り、それから約1年間、定を自宅で監禁同様に過ごさせている。
長男・新太郎が両親の金をありったけ持って蒸発すると、畳屋を店じまいすることになり、阿部家はその頃埼玉県入間郡坂戸町（現在の坂戸市）に転居した。しかし、阿部家は都内に貸家を何件か持っていたため、生活に困ることはなかった。

### 芸妓時代
その後の定は男と交際を繰り返し続け、見かねた父と兄は定が17歳の時に「そんなに男が好きなら芸妓になってしまえ」と長男・新太郎の前妻・ムメの妹の夫で女衒の稲葉正武に売ってしまう。稲葉はかつては彫刻家の高村光雲の弟子で、当時は彫り物家の肩書きも持っていた。稲葉は定に夜這いをかけ、4年ほど定のヒモとなっている。
神奈川県横浜市住吉町（現在の横浜市中区住吉町）の芸妓屋「春新美濃（はじみの）」に前借金300円で契約。源氏名「みやこ」として芸者の世界に脚を入れる。1年ほど春新美濃に在籍し、その後も横浜や長野で芸者として働いていたが、三味線が弾けるとはいえ特筆した座敷芸がない定は、座敷に出ると客に性交を強いられることが多いのが嫌であったという。身売りの金は定の小遣いとなった。
1923年（大正12年）の関東大震災の時、定はちょうど稲葉の家に遊びに来ていたが、家は全焼。定は富山県富山市清水町の「平安楼」という芸妓屋に1000円以上の前借金をして店変えをし、前の店に返済した残りの金から300円ほどを稲葉に渡し、稲葉一家の生活の面倒を見るようになった。
20歳になると定は稲葉に騙されていたことを知り縁を切ろうとするが、「平安楼」の契約書が稲葉との連判であったため、その借金を返すべく1925年（大正14年）7月、長野県飯田市の「三河屋」に移転する。しかし自分で売り込むわけにもいかず、ここでも仕方なく稲葉との連判で契約をしている。ここでは「静香」と名乗り、売れっ子芸者になったものの性病にかかってしまう。父・重吉はどうせ男に懲りて家に戻ってくるだろうと追い出したのだが、「検黴を受けてまで不見転（みずてん。客に体を売る芸者の意）芸者をするなら、いっそのこと」と自ら進んで娼妓に身を落とした。この時、母・カツに稲葉との一部始終を暴露し、別の仲介業者を得て移籍手続きをし、稲葉から連判の契約書を返してもらっている。

### 娼妓時代

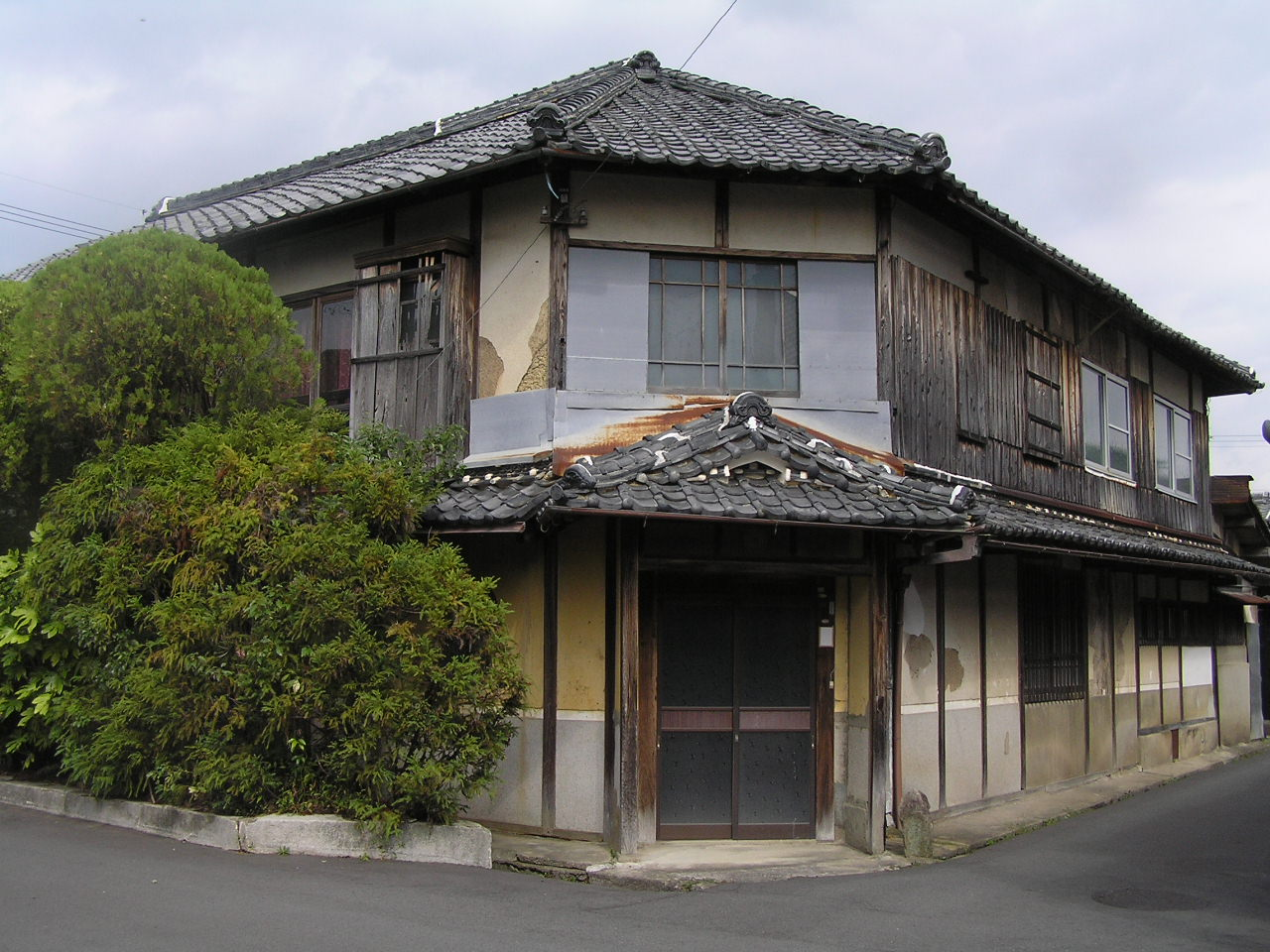
阿部定が最後に勤めた遊郭「大正楼」（兵庫県丹波篠山市。2019年3月、倒壊の危険性が高かったため、行政代執行により強制撤去された）

1927年（昭和2年）、大阪府大阪市西成区にある飛田新地の高級遊郭「御園楼」に前借金2800円で契約、連判者は父の重吉であった。ここでは「園丸」と名乗り、売れっ子娼妓となる。1年ほどすると常連客の会社員から身請けの話が出たが、その男性の部下も定の常連であり、身請け話は立ち消えになる。その後は逃走と失敗、トラブルを起こしては店を変え、大阪・兵庫・名古屋の娼館を転々とし、どんどん客層の悪い店に落ちていった。
1930年（昭和5年）1月、兵庫県篠山の京口新地（遊郭）の「大正楼」（建物は長く残っていたが、2019年に篠山市が取り壊しを決定）に移る。「おかる」「育代」と名乗って働いたが、定の証言によると、真冬も外に出て客引きをしなければならず、遊女時代で一番辛い職場だったという。結局6か月ほど在籍した後に逃げ出し、娼妓としての仕事を辞めた（前借金を残して逃げたため、追われる身となった）。

### 高級娼婦、妾、仲居
神戸で2か月ほどカフェーの女給をしてから大阪に渡り、高級娼婦や妾や仲居をして過ごす。この頃、男性と毎日肉体関係を持たないと気がおかしくなりそうだと病院に相談しているが、医者は「難しい精神鍛錬の本や思想の本を読んだり、結婚をすればいいだろう」と答えた記録がある。
一度は坂戸の実家に戻るが、大正楼からの追っ手が来たため大阪に逃亡。1933年（昭和8年）1月、大阪で母のカツが死亡したという電報を受け取る。翌1934年（昭和9年）正月、日本橋の袋物商の妾をしていた定の元に、父の重吉が重病だという知らせが届く。10日間つきっきりで看病するが、重吉は病死。最期の言葉は「まさかお前の世話になるとは思わなかった」であったとされる。
その後も妾を続けていたが、知人から稲葉の娘が死んだと聞き、横浜へ墓参に行くと稲葉は金に困っており、定は指輪を質入し150円を稲葉に用立てる。この頃から定と稲葉の関係が復活する。定は愛人を何度か変えると、ある愛人から婚約不履行で訴えられ、名古屋に逃れる。
1935年（昭和10年）4月に名古屋市東区千種町（現在の名古屋市千種区）の料亭「寿」で、名古屋市議会議員で中京商業学校校長の大宮五郎と知り合い交際していた。紳士的な大宮は定にとっては今まで会ったことがない男性だった。大宮は娼婦や妾をしていた定を人間の道に外れたことだと叱り、更生するように定を諭した。この頃、本籍を名古屋市東区千種町に変更している。大宮から、まじめな職業に就くようにと諭され、新宿の口入屋を介し、東京中野の料亭・吉田屋を紹介された。大宮は後々定に店を持たせようと考えていた。
1936年（昭和11年）2月1日、「田中加代」の偽名で吉田屋の住み込み女中となった。吉田屋店主の石田吉蔵とは知り合ってまもなく不倫関係になる。石田の妻もこの関係を知るようになり、4月22日に二人は出奔。渋谷、玉川の待合を転々とする。定は大宮に嘘をついて逃亡資金を何度か無心している。

### 事件
5月11日から東京市荒川区尾久の待合「満左喜」に石田とともに滞在。5月18日早朝、石田を絞殺。男性器を切断して、待合から姿を消した。19日には新聞で報道され、猟奇事件として騒がれたが、事件から2日後の5月20日、定は品川駅前の旅館「品川館」で逮捕された。
当時横浜で畳店を経営していた兄・新太郎は「自殺でもしてくれればいい」と新聞にコメントしている（新太郎は定が受刑中に病死）。姉のトクは稲葉と共に何度も面会に来ている。
大宮は重要参考人として尾久署に身柄を拘束され、厳しい取調べを受ける。間もなく犯行とは無関係と判明し釈放されるが、学校の卒業生に合わせる顔がないとその後は隠居生活を送っている。石田の死後、吉田屋は妻が切り盛りしていたが、太平洋戦争中に酒を扱う商売の営業時間を短縮する辞令が出た影響で廃業。板前見習いであった長男も戦死した。石田の墓は、港区南麻布の寺にあったが、後に長野に移されたという。

### 裁判、服役

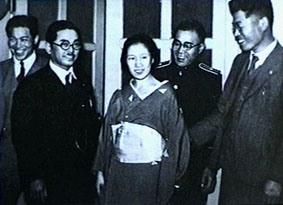
逮捕直後に高輪警察署にて撮影された新聞写真（1936年5月20日）

逮捕された際、定は石田が事件当時に身につけていた褌を腰に巻き、シャツにステテコと石田の血で汚れた腰巻を身につけていた。石田の下着類はいくら探しても見つからないので警察も不思議に思っていたが、それらは拘置所（市ヶ谷刑務所）に入った定が身につけていた。拘置所で汚いので差し出すように言われた際は「これはあたしと吉さんのにおいが染み付いているの、だから絶対渡さない」と大騒ぎしている。
留置後、定を担当した弁護士によってマスコミに話が流れ、当時の社会に衝撃を与えた。その後弁護士を解任し、新たに竹内金太郎弁護士がついている。1936年11月24日に行われた初公判は傍聴希望者が深夜から殺到し、傍聴券抽選時間は繰り上げられた。
精神鑑定では犯行時の精神状態を残忍性淫乱症（サディズム）、節片淫乱症（フェチズム）としつつ、「心神喪失又は心神耗弱の状態にあらず」と結論付けた。
1936年（昭和11年）12月21日、東京地方裁判所は定に対して懲役6年（未決勾留120日を含む）の判決を出した。通常、受刑者は汽車で刑務所に移送されるが、有名人になっていた定をそのまま移送するには問題があった。1937年（昭和12年）1月16日、定は市谷刑務所で男装をした上で、幌型自動車で栃木刑務支所に送られている。
受刑生活ではラジオ体操の存在も知らず、最初は精神的に苦痛を受けるが、人の2倍はこなす模範囚となった。
一方、定の精神安定上の問題や他の受刑者への影響も考えて、収容先は全国の7か所の女子刑務所を転々とさせる方針が採られた。栃木刑務所に移送された3か月後には、宮津刑務所へ再移送されている。
石田の一周忌を迎えると癇癪を起こすようになり、泣き喚いたり呼ばれても横になったまま、看守の頭にバケツの水をかけるなどの奇行を繰り返した。その後、教誨師の説得により徐々に平常心を取り戻すようになった。この頃、さまざまな思想本を読み、日蓮宗に帰依した。 服役していた間に、ファンレターや結婚の申し込みの手紙がおよそ1万通寄せられたという。

### 出所、名誉毀損裁判
1940年（昭和15年）2月11日、「皇紀紀元2600年」の恩赦により刑期が1/2に減刑。1941年（昭和16年）に東京拘置所に身柄が移された後、同年5月17日の朝に出所。姉・トクが出迎え、拘置所の横にあった保護団体両全会に落ち着いた。
事件の猟奇性により、世間の好奇心を呼び注目を引くこととなり、定は「世間から変態、変態と言われるのが辛い」と逮捕直後からもらしている。出所後数日は姉・トクの家に世話になり、その後は元愛人の稲葉正武夫妻の家に下宿（その頃稲葉は保険業に転職）、稲葉夫妻は実質的な定の保護者となっており、定は稲葉夫妻を「お父さん」「お母さん」と呼ぶようになる。
その後7年ほどは刑事から与えられた「吉井昌子」という偽名を使い生活、勤務先の赤坂の料亭で知り合ったサラリーマン男性と事実婚し谷中のアパートで暮らしていた。1945年（昭和20年）の東京大空襲で被災すると、茨城県結城郡宗道村（現在の茨城県下妻市）に疎開する。ここでは農業の手伝いをし、上記の偽名で配給を受けている。終戦後は埼玉県川口市に居住。
戦後の1947年（昭和22年）には「お定本」と呼ばれるカストリ本が続々と出版されている。3月に『愛欲に泣きぬれる女』、6月に『お定色ざんげ』、8月に『阿部定行状記』が出版。中でも『お定色ざんげ』の作者、木村一郎と版元である石神出版の社長を石田と自身の名誉毀損に当たるとし、9月4日に定は稲葉と連名で東京地裁に訴訟を起こす。訴訟から数週間後に『お定色ざんげ』は発禁となっている。夫は自分の妻が阿部定であったことを知り失踪した。
この年には織田作之助が阿部定事件を基にした小説『妖婦』を出版。坂口安吾は文藝春秋社発行の雑誌『座談』12月号で定と対談している。彼ら無頼派の作家にとって、定はファム・ファタール的存在だった。1948年（昭和23年）3月には手記『阿部定手記』（新橋書房）を出版。これにより名誉毀損訴訟も収まっている。

### 星菊水、若竹
その後の定は本名を名乗り、事件を背負いながら生きることとなる。

稲葉夫妻の元に下宿し、1949年（昭和24年）、稲葉の援助を受け6か月ほど地方を巡業した。1938年生まれの大林宣彦は尾道で巡業中の阿部定を観たという（後述）。

その後は京都で芸者をし、大阪の「バー・ヒノデ」のホステスや伊豆の旅館の仲居として働いていたが、1954年（昭和29年）夏、実業家の島田国一の紹介で、台東区浅草北清島町（現・東上野）の民謡酒場・大衆割烹「星菊水」の社長・丸山忠男は定を店の呼び物にしようと10万円（現在の金額で200万円ほど）の支度金を出しスカウトする。月給も他の仲居は3000円だったのを、定は1万5000円をもらっていた。当時の都電には下記のようなチラシが掲載された。
お定さんの夢の大広間で、お定さんのお酌で一パイ 庭に面したテレビのある小室十六室完備 夢の酒場・夢の割烹『星菊水』
星菊水では料理の他に、宴会の終盤に「お定でございます」と定が宴席に登場し、客をもてなすサービスがセットになっていた。働きぶりは真面目で、1958年（昭和33年）には東京料飲食同志組合から優良従業員として表彰されている。この頃は店のマネージャー兼女中頭であった。その後、上野の国際通りに小さなバー「クィーン」を開店。しかし従業員に店の金を持ち逃げされて半年で店じまいする。
1967年（昭和42年）、62歳の頃、稲葉の家を離れ清水社長から出資してもらい、台東区竜泉に「若竹」というおにぎり屋を開店した。店の裏の6畳間は定の住居であった。実際におにぎりを買いに来る客はほとんどおらず、店には定と三味線を弾き料理をする女性がおり、カウンターで酒を飲ませる店であった。若竹には浅香光代ら芸能人のほか、有名力士や相撲部屋親方、国会議員、阿部定事件を担当した法曹界の人間等もたびたび訪れており、特に事件当時より定に心酔した土方巽は常連客であった。
1956年（昭和31年）、親代わりであった稲葉が死去、1968年（昭和43年）2月には妻ハナが死去した。この頃から定は死にたいと考えるようになり、客にぽつりと「あのバス事故のように誰だか身元がわからないまま死にたいわ」などと話すようになる。1969年（昭和44年）、店の常連であった土方が「僕に定さんの清らかな魂を写してくれ！」と懇願し、二人で写真を撮影している（外部リンク参照）。1969年（昭和44年）に製作された映画『明治・大正・昭和 猟奇女犯罪史』に63歳の定本人が出演しており、「そうね、人間一生に一人じゃないかしら、好きになるのは。ちょっと浮気とか、ちょっといいなあと思うのはあるでしょうね、いっぱい。それは人間ですからね。けどね、好きだからというのは一人…（以下略）」と言葉を残している。世間から事件を好奇心の目で見させない真実を伝える映画にするということを約束した上での出演であったという。
また「星菊水」「若竹」共に店の客からの評判は「江戸っ子らしく気風のいい優しい人」と評判が良かったが、事件には一切触れることはせず、仕事仲間にも当時のことを語ることはほとんどなかった。一方で、事件の当時を知っている警察関係者や司法関係者が店にやってきて金をせびったり身体を要求することもあり、定は用心深くなっていった。1970年（昭和45年）3月、定は若竹から忽然と姿を消す。店を手伝っていた女性が病気になり、一人で店を切り盛りしていたが、定も体を壊し、世話をしてくれた年下のバイセクシャルの恋人に店の金を持ち逃げされてしまい、店を閉じる。借金をある程度清算したが、どうしても残りの金を工面できず、関西に行き自殺を考えていたが、様子がおかしいと気づいた芸者に説得され、東京に戻ってきたとされている。

### 失踪
1971年（昭和46年）1月頃、定を星菊水にスカウトした島田と偶然浅草の仲見世で出会い、千葉県鋸南町の「勝山ホテル」（現在は廃業）で働くことになる。「あたし、新派の芝居『日本橋』に出てくる、こう役が好きだから『こう』と呼んで頂戴」と島田の妻に話している。当時の定は65歳であったが、若い男性に金品を貢いでは気を引いていたとされる（ただし島田の妻は男性関係は一切なかったと証言している）。6月頃に「リウマチを治療し、7月8月が過ぎたら戻る」、「ショセン私は駄目な女です」などという置き手紙を残し、浴衣一枚だけを持って失踪した。
その後の消息について様々な説が唱えられているが、確実な情報はない。
- その後仲間と巡業したがうまくいかず、1972年（昭和47年）頃に琵琶湖のほとりで老衰で死亡した説[11]。
- 若い男と出奔したがその男にも逃げられて名古屋市内の尼寺で死亡した説[11]。
- 1974年（昭和49年）11月頃、滋賀県大津市の尼寺に「阿部定という者が尼になりたいと訪ねてくる」旨の手紙が届き、翌12月に定を名乗る女性が来訪したものの、寺が受け入れていないことを告げると去っていったという[12]。
- 1974年（昭和49年）頃、裕福な親類の仲介で熱海の政府関係者の保養所に入所し、名を隠して暮らしているとする説[12]。
- 1980年（昭和55年）頃、浅草ビューホテルの付近にあった知人の旅館で匿まわれていたという証言がある。定は3ヶ月ほど出入りしていたものの、ある時女将にしばらく出かける旨を言い残し、現金を持って出たまま、再び失踪したという[13]。
- 1955年（昭和30年）に定は久遠寺（山梨県身延町）へ石田の永代供養の手続きをしている。また、石田の命日に送り主不明の花束が届けられていたが、1987年（昭和62年）頃を境に途絶えたという[14]。
- 睦月影郎によると、1992年（平成4年）頃、佐川一政が何らかの方法で定の居場所を突き止めて接触しており、睦月は彼から「定は伊豆の老人保養施設にいる」と教えられたという[15]。

堀ノ内雅一は『阿部定正伝』（1998年）で、死亡説や、姪の世話で伊豆の施設にいるとする説などを検証しており、その後も取材を続けている。前述の大津市の尼寺を突き止め、尼寺の住職に取材し、当時阿部定を名乗る女性が訪れたが、受け入れ余地がなかったため断ったこと、葉書は残っていないことを語っている。また、堀ノ内の取材で1980年（昭和55年）頃まで浅草界隈にいたことが判明しており、当時流布していた死亡説は誤りであったとしている。しかし堀ノ内も阿部定の浅草以降の足取りはつかめていない。
なお、定の戸籍は死亡届は出されていないため、現在も残されているものの、戸籍上の住所を変更しないままであったことから、1970年（昭和45年）に住民票を職権消除されており、「以下余白」となっている（要出典）

## 資料
- 予審訊問調書 - 非公開の裁判資料が何者かによって筆写（又は撮影）され、外部に流出した。生い立ちから犯行前後の状況を赤裸々に記しており、『艶恨録』として地下出版された[16]。阿部定事件に関する一級資料となっている。
  - 中澤千磨夫「阿部定年譜（予審訊問調書による）」[17]に調書の内容が年譜形式でまとめられている（阿部定出生から事件、逮捕まで）。

## 阿部定を演じた俳優

### 映画
- 賀川雪絵 『明治大正昭和 猟奇女犯罪史』（1969年）
- 宮下順子 『実録阿部定』（1975年） - 日活ロマンポルノ
- 松田英子 『愛のコリーダ』（1976年）
- 川島なお美 『失楽園』（1997年） - 劇中劇
- 黒木瞳 『SADA〜戯作・阿部定の生涯』（1998年）
- 杉本彩 『JOHNEN 定の愛』（2008年）
- 麻美ゆま 『阿部定 最後の七日間』（2011年）

### 演劇
- 紫乃原実加 『津山三十人殺し 幻視行』（2008年） - 月蝕歌劇団
- 安藤玉恵 『切断』（2020年） - 一人芝居
  - 公演会場となった安藤の実家のとんかつ店「どん平」（東京都荒川区西尾久）は、事件が起きた待合茶屋「満左喜」跡地の至近距離にある。安藤の祖母が、事件後の満左喜を買い取った縁もある[18]。

2017年5月から放送されたテレビ朝日製作のドラマ『サヨナラ、えなりくん』は、3月の発表時点では阿部定事件をモチーフとし、ヒロインを「平成の阿部定」と表し、番組タイトルを『サヨナラ、きりたんぽ』としていた。しかし、「きりたんぽ」を代表的な郷土料理とする秋田県の抗議を受けてタイトルが変更された。ドラマの内容も変更され、同事件をモチーフとしたプロットは使用されなかった。

## 人物
出所後の定を知る多くの人物が「読書好き」だったと語っている。しかし、実際には本が好きだったわけではなく、外出先で後ろ指を差されることを嫌ったためである。雑誌は『婦人公論』を好んだという。
事件以後は石田が好んでいた卵とたばこは一切口にしなかった。

## その他
- 「オリンピックおじさん」として知られた実業家の山田直稔は、日本大学の学生だった時に定と出逢い、定から「あんた、男は人生一代だよ！」と激励されたことが忘れられない思い出であることを、生前に語っていた[20]。
- 瀬戸内寂聴がNHKラジオの番組で語ったところによると、事件後、芝居・見世物一座で本人が講釈し、石田の陰茎の模型を見せることもしていたという。
- 浅香光代も子供時代に阿部定劇を見たと語っている[21]。
- 大林宣彦は1949年、尾道巡業中の阿部定を観たと話している[22]。大林は「阿部定さんはご自身の事件を芝居にして巡業をしてた時代があったんです。僕は子供の頃、土曜日の夜に毎週親父といつも活動写真に行くのが楽しみで、その日も街はずれにある活動小屋に向かっていると、なんだか町中の人がせっせとそっちに歩いてるんです。最終回は映画がなくて阿部定公演に代わっていたんですね。当時の舞台ですから、あの事件は全部障子の影で表現されてるんですけど、親父も『しまった、これは息子に見せるべきじゃない』というでもなく(笑)そのまま最後まで観ました。それで学校で『阿部定見たぞ』って自慢して、阿部定が次の巡業地に行くとなり、先生や生徒も一緒に尾道駅に行ったら、阿部定が駅前の旅館から座員たちと一緒に出てきて、尾道じゃミカンは珍しくとも何ともないんですが、阿部定がミカンをお世話になった人たちに1つ1つ渡して行き、僕にも『はい、坊ちゃん』って貰ったの。その時に阿部定の手が触れてね。いいおばあちゃんだなと思ったの。その思いがあったから『SADA』を作ったんです」など述べている[22]。